# Easy Does It (альбом Джули Лондон)
Easy Does It — двадцать восьмой студийный альбом американской певицы Джули Лондон, выпущенный в январе 1968 года на лейбле Liberty Records. Продюсером альбома стал Кельвин Картер. В Западной Германии альбом издавался под названием Lady Sex.

## Список композиций
| №  | Название                                 | Автор(ы)                            | Длительность |
| -- | ---------------------------------------- | ----------------------------------- | ------------ |
| 1. | «Show Me the Way to Go Home»             | Джимми Кэмпбелл, Рег Коннелли       | 2:39         |
| 2. | «Me and My Shadow»                       | Дейв Дрейер, Билли Роуз, Эл Джолсон | 3:00         |
| 3. | «This Can’t Be Love»                     | Ричард Роджерс, Лоренц Харт         | 3:31         |
| 4. | «Spring Will Be a Little Late This Year» | Фрэнк Лессер                        | 2:55         |
| 5. | «Soon It’s Gonna Rain»                   | Харви Шмидт, Том Джонс              | 2:43         |
| 6. | «I’ll See You in My Dreams»              | Ишам Джонс, Гас Кан                 | 3:41         |

| №  | Название                                 | Автор(ы)                                  | Длительность |
| -- | ---------------------------------------- | ----------------------------------------- | ------------ |
| 1. | «April in Paris»                         | Вернон Дюк, Йип Харбург                   | 3:20         |
| 2. | «Bidin’ My Time»                         | Джордж Гершвин, Айра Гершвин              | 3:50         |
| 3. | «The Man I Love»                         | Джордж Гершвин, Айра Гершвин              | 3:29         |
| 4. | «It Had to Be You»                       | Ишам Джонс, Гас Кан                       | 3:34         |
| 5. | «We’ll Be Together Again»                | Карл Фишер, Фрэнки Лэйн                   | 2:59         |
| 6. | «The One I Love Belongs to Someone Else» | Бронислав Капер, Уолтер Джурманн, Гас Кан | 2:26         |

## Участники записи
- Джули Лондон — вокал
- Кирк Стюарт[англ.] — фортепиано, орган, аранжировщик
- Джон Грей — гитара
- Дон Бэгли[англ.] — контрабас, аранжировщик
- Эрл Палмер[англ.] — ударные
- Эллин Фергюсон — аранжировщик